# 南外山遺跡
南外山遺跡（みなみとやまいせき）は、愛知県小牧市の南外山地区にある遺跡である。

## 概要
元々「南外山北浦遺跡」・「南外山東浦遺跡」・「南外山城跡」の3つに分類されていたが、2006年（平成18年）3月31日に定義が見直され、1つの遺跡とされた。縄文時代後期から室町時代にかけての幅広い年代の遺物や住居跡などが見つかっており、現在も発掘調査が進められている。現在、「南外山中央公園」となっている所もある。

## 歴史（実施内容・経費）
- 2006年（平成18年）3月31日 - 定義の見直し（3つの遺跡が1つの遺跡に）。

## 南外山遺跡の発掘情報
南外山遺跡（みなみとやまいせき）は、愛知県小牧市の南外山地区にある遺跡である。元々「南外山北浦遺跡」・「南外山東浦遺跡」・「南外山城跡」の3つに分類されていたが、2006年（平成18年）3月31日に定義が見直され、1つの遺跡とされた。縄文時代後期から室町時代にかけての幅広い年代の遺物や住居跡などが見つかっており、現在も発掘調査が進められている。
小牧市南外山の「南外山東浦遺跡」の発掘調査を進める小牧市教育委員会は、奈良から平安時代に作られたとみられる「土馬（どば）」の頭部を出土したと発表した。土馬は奈良・平城京などで多く見つかっており、祭祀（さいし）の際のおまじないで使われたと考えられている。市教委は「律令制度の全国波及とともに都の風習がこの地まで広がったことを示している」と話している。
同遺跡の発掘は01年に始まり、これまでに縄文時代から室町時代の土器の破片などが多数出土し、弥生時代中期以来約2000年にわたり、この地に集落や城が存在したことが分かっている。　今回最大の発見である土馬は、遺跡東部の外堀付近で見つかった。比較的低温で焼かれた土師器質で、大きさは鼻先から後頭部までが約5センチ、頸（けい）部から最頂部が約7センチ。
耳は欠損しているが、焼く前にへらで描いた顔の表情やたてがみがはっきり見て取れる。頸部から下は見つからなかった。市教委によると、土馬は6世紀後半から10世紀初頭までの遺跡から出土しており、律令制度とともに大陸から導入された思想に基づく祭祀用品。
当時は河や雷の神が馬を好むとされ、雨乞（あまご）いの儀式に用いられたとする説があるという。県教委文化財保護室は「土馬の県内での出土例は少なく、当時の人々の暮らしぶり解明にとって貴重な発見だ」と話している。毎日新聞より抜粋。

## 目的
対象をどの様な状態にするのか、保存が不可能な埋蔵文化財について、調査、記録、保存をおこない、後世に伝える。

### 平成24年度実施内容
職員が中心となり、アルバイト作業員を指揮し、遺跡範囲確認調査、発掘調査等を実施、出土遺物を整理し、埋蔵文化財の記録を保存した。一部の発掘調査については、委託で実施した。
アルバイト作業員数28人、出土遺物は民俗資料保存施設に保存。

#### 発掘調査・委託
- 藤島町居屋敷遺跡第3次（290㎡）

#### 範囲確認調査
- 南外山遺跡（5㎡）
- 浄音寺山遺跡（2㎡）
- 多気神社西遺跡（3㎡）
- 天王塚遺跡（10㎡）
- 巾上遺跡（3㎡）
- 松山遺跡（3㎡）
- 牛屋遺跡（6㎡）
- 市之久田中島遺跡（14㎡）

#### 平成24年度直接経費の内訳
- 埋蔵文化財発掘調査委託料（藤島町居屋敷遺跡第3次）：9,240千円
- 電子計算機借上料（埋蔵文化財地図情報システムの借上）：660千円
- 発掘用機材借上料（仮設トイレ等）：40千円
- その他、発掘調査作業員賃金、消耗品費等：877千円

### 平成25年度実施内容

#### 平成25年度直接経費の内訳
- 測量委託料：2,200千円
- 埋蔵文化財発掘調査委託料（藤島町居屋敷遺跡第4次）：7,000千円
- 電子計算機借上料（埋蔵文化財地図情報システムの借上）：661千円
- 発掘用機材借上料（現場事務所、仮設トイレ等）：3,500千円
- 発掘調査埋戻し等工事費：4,400千円
- その他、発掘調査作業員賃金、消耗品費等：16,910千円

## 事務事業評価シート・報告書

### 事業評価シートに該当する遺跡

#### 小牧市事業番号
事業番号：397番

#### 平成25年度事務事業評価シート
文化財発掘調査保存事業：一般会計 [PDF] 

#### 該当する遺跡
南外山遺跡・（仮称）小牧城下町遺跡・新町遺跡・内方前遺跡・東田中宮前遺跡・半之木原遺跡・高拍子遺跡・市之久田北浦遺跡・松山遺跡

### 調査報告書

#### 市内遺跡発掘調査報告書
『小牧市教育委員会編16』に遺跡発掘調査の報告が記されている。

#### 調査報告に関するホームページ
2008年（平成20年）3月［愛知県小牧市 南外山公園（南外山遺跡）（2014年（平成26年）4月5日）］　⇒「http://www.nilab.info/z3/20140405_02_minamitoyama_iseki_park.html」

## 所在地
- 愛知県小牧市大字南外山地内 南外山中央公園付近

## 交通手段
- 名鉄小牧線の間内駅下車、徒歩で約5分。
- こまき巡回バス - ウェイバックマシン（2013年3月10日アーカイブ分）の「間内駅」停留所下車、徒歩で約5分。
- 名鉄バス 間内岩倉線 - ウェイバックマシン（2014年12月4日アーカイブ分）下車、徒歩で約5分。

## 周辺
- 外山幼稚園
- 池田川
- 名鉄小牧線 間内駅
- 北外山城（北外山砦）
- 妙蔵寺
- 山彦小牧店
- 八幡社

## 関連書籍
- 『愛知県小牧市 市内遺跡発掘調査報告書10』小牧市教育委員会/編（小牧市教育委員会、2001年3月）
- 『愛知県小牧市 市内遺跡発掘調査報告書11』小牧市教育委員会/編（小牧市教育委員会、2002年3月）
- 『愛知県小牧市 市内遺跡発掘調査報告書12』小牧市教育委員会/編（小牧市教育委員会、2003年3月）
- 『愛知県小牧市 市内遺跡発掘調査報告書13』小牧市教育委員会/編（小牧市教育委員会、2004年3月）
- 『愛知県小牧市 市内遺跡発掘調査報告書14』小牧市教育委員会/編（小牧市教育委員会、2005年3月）